# Ленинградский кодекс
Ленингра́дский ко́декс (лат. Codex Leningradensis, сигла L) — старейший полностью сохранившийся манускрипт масоретского текста Танаха, датированный по колофону периодом 1008—1013 годов. Переписан в Каире по рукописям Моше бен Ашера. Обнаружен (вероятно в синагоге в городе Бахчисарай, в Крыму) Авраамом Фирковичем, который в 1840 году вывез его в Одессу. В 1863 году кодекс поступил в Императорскую публичную библиотеку в Санкт-Петербурге, где находится по настоящее время (каталожное обозначение Евр I B 19-A). По Ленинградскому кодексу были подготовлены многие авторитетные издания Танаха, в том числе Biblia Hebraica (BHK) (1937), Biblia Hebraica Stuttgartensia (BHS) (1977) и Вестминстерский Ленинградский Кодекс. В 1970 и 1998 годах осуществлено факсимильное издание. После переименования Ленинграда в Санкт-Петербург название кодекса не стали менять во избежание путаницы, хотя название Codex Petropolitanus тоже иногда используется.

## Описание. Оформление

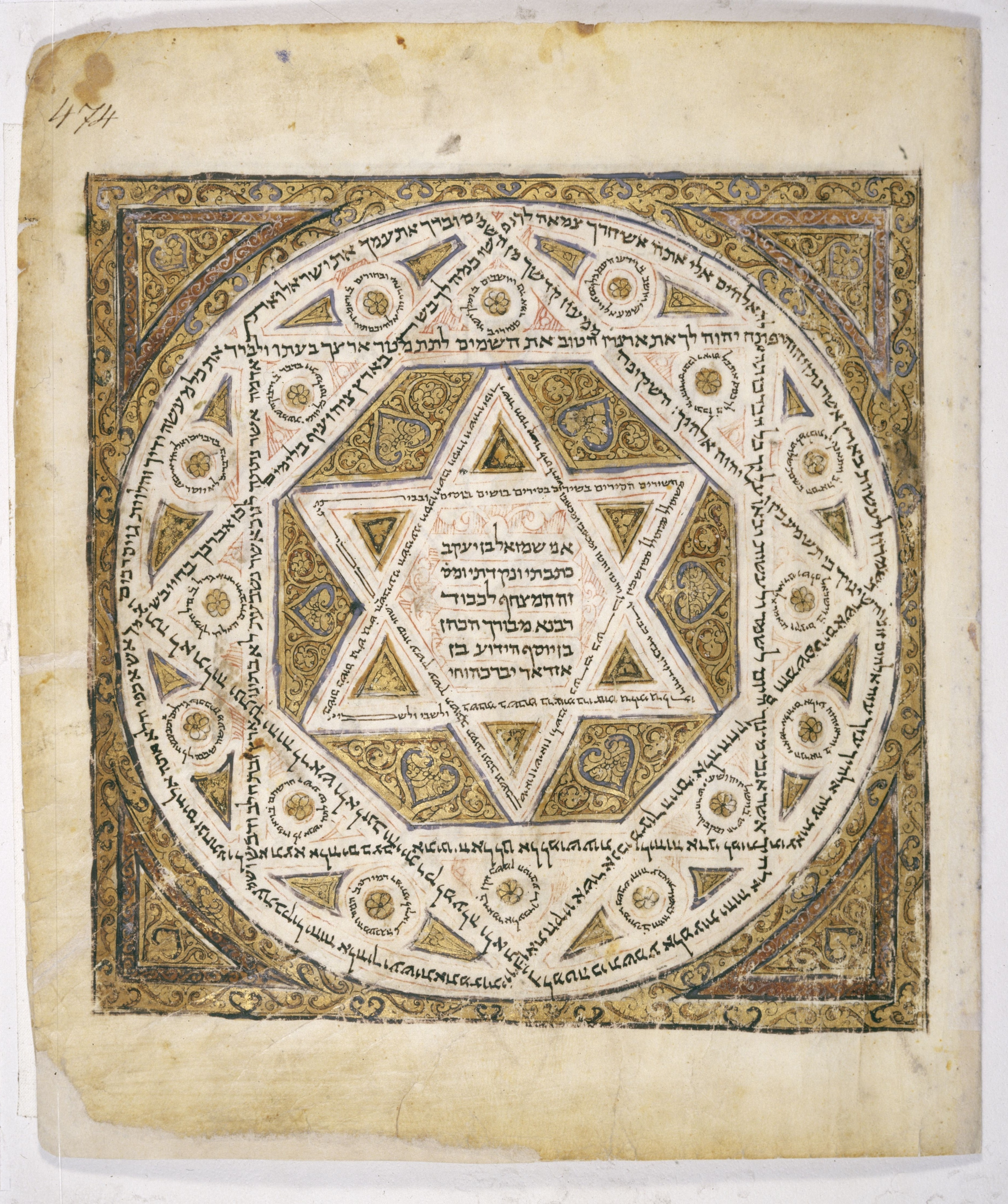
Орнаментированная страница E

Согласно колофону, рукопись была создана в Каире писцом Шмуэлем бен Яаковом, по заказу некоего Мевораха бен Иосефа бен Нетанэля, известного как Бен Аздад. Дата переписки указана в первом из восьми колофонов пятью разными хронологическими системами, которые дают разноречивые даты от 1008 по 1013 годы. Наиболее вероятной датой считается 1008 год, повторённый дважды; А. Фиркович придерживался датировки 1010 годом.
Манускрипт переписан на пергаменте, включает 491 лист (982 страницы). Средний формат листов — 33 × 28,5 см. Текст Библии занимает листы от 1 оборотного до 463 лицевого, списки Масоры и колофоны — на листах от 463 оборотного до 491 лицевого. Восемь колофонов и посвящений. Текст Писания оформлен в трёх столбцах, однако в Псалмах, Притчах и Иове — в две колонки. В стандартном столбце 27 строк. Большая Масора по две или три строки на верхнем и нижнем полях листа. Текст Масоры отредактирован самим писцом в соответствии со школой Аарона бен Моше Бен Ашера, о чём говорится на листе 479. Масоретские примечания переписаны более мелким почерком и часто не снабжены огласовкой. Масоретские списки включают подсчёт стихов и фраз, перечни слов-исключений и прочее. На листе 490v переписано стихотворение Моше бен Ашера, на листе 491r (то есть на одном развороте с первым) — стихотворение Шмуэля бен Яакова. 16 страниц кодекса богато орнаментированы красной и синей краской с позолотой.
Листы тонкого белого пергамента сфальцованы в 47 тетрадей, каждая из пяти сдвоенных листов. Тетради сфальцованы в соответствие с «правилом Грегори»: каждая тетрадь начинается с «волосяной» стороны пергамента, листы «мясной» и «волосяной» сторон примыкают друг к другу. Листы 471—491 в современном состоянии не сброшюрованы. Разлиновка проводилась острым предметом по волосяной стороне. Чернила обычно чёрные или тёмно-коричневые. Кодекс находится в очень хорошем состоянии. Переплёт отделён от рукописи, сохранилась только одна его деревянная крышка, обтянутая тёмно-коричневой кожей. Новый футляр для рукописи изготовлен в 2000 году.
Текст Ленинградского кодекса содержит все книги Танаха, но их порядок в разделе Писаний отличается от принятого в печатных изданиях. Первыми идут две книги Хроник, далее Псалтирь, Иов, Притчи, Руфь, Песнь Песней, Екклесиаст, Плач Иеремии, Есфирь, Даниил, Ездра и Неемия.

## История рукописи. Издания

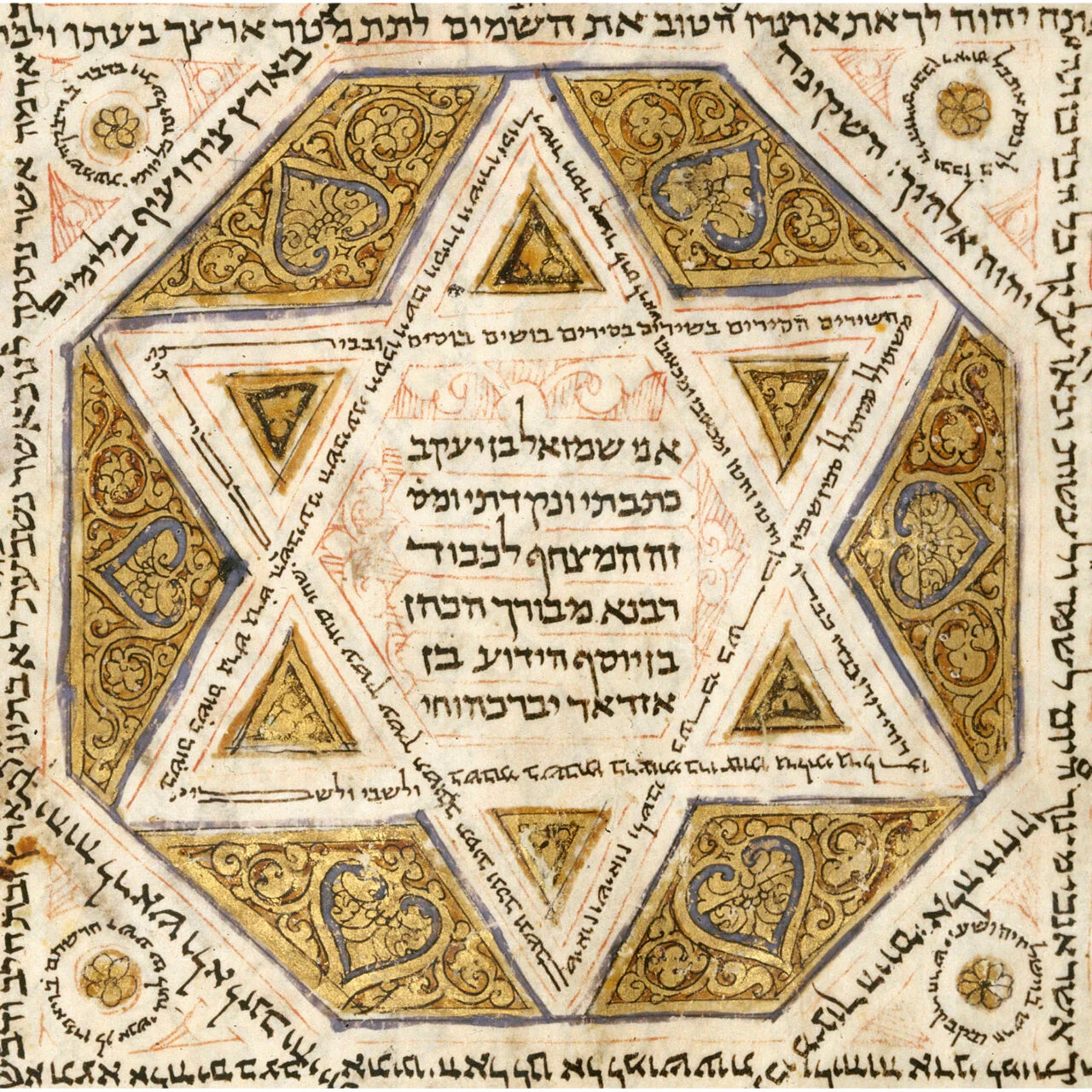
Образец «ковровой» миниатюры, занимающей всю страницу

Рукопись содержит несколько владельческих записей, проясняющих её историю. На листе 1 recto зафиксировано приобретение кодекса главой иешивы «Геон Яаков» (ивр. גאוןיעקב‎) Мацлиахом ха-Кохеном в 1135 году в Фустате. Ещё одна запись на листе 491 verso на арабском языке фиксирует покупку рукописи в 1489 или 1528 году (эра датировки не ясна), и на этом же листе на иврите зафиксирована передача кодекса в общественное пользование караимской общины Дамаска. В книге Фирковича «Авнэ зикарон» («Памятные камни») дата обнаружения и приобретения им рукописи определена как 26 марта 1840 года и уже на следующий день кодекс был показан губернатору М. М. Муромцову. По предположению С. М. Якерсона, рукопись попала из Сирии в Крым по соглашению о передаче имущества караимов Дамаска в связи с полным упадком сирийской общины (21 января 1832 года). В 1845 году А. Фиркович передал рукопись в одесское Общество истории и древностей. Документированная история рукописи начинается с XIX века, после оформления коллекции А. Фирковича. Первое описание кодекса сделал Мозес Пинер в том же 1845 году, оно вошло в приложение к каталогу коллекции Фирковича. В обнародовании текста Ленинградского кодекса ключевую роль сыграли Даниил Хвольсон, разбиравший коллекцию Фирковича, и Авраам Гаркави — руководитель восточного отделения Отдела рукописей Публичной библиотеки, куда рукопись поступила в 1863 году. В 1935 году рукопись была передана в Лейпциг для подготовки третьего издания Biblia Hebraica (Kittel), она была возвращена в 1937 году. С июля 1941 по октябрь 1945 года кодекс в составе рукописного фонда был перемещён в эвакуацию в Мелекесс (ныне Димитровград) Ульяновской области.
В 1970-е годы были выпущены факсимильное издание кодекса (Д. Лёвингер, Иерусалим, 1970) и дипломатическое издание его текста (А. Дотан, 1973). К 1990-м годам возникла потребность в точном издании, для чего центр древних библейских рукописей Клермонта (Калифорния) начал переговоры с руководством Государственной публичной библиотеки в Ленинграде. Переговоры в общей сложности затянулись на десятилетие, в результате в мае — июне 1990 года началась работа по фотокопированию рукописи. По договору, в Петербурге оставалось оборудование для факсимильного копирования, в день разрешалось обрабатывать не более 45 листов. Было выполнено более 6000 фотографий в разной технике и на разных плёнках, включая Polaroid. Окончательно факсимильное издание вышло в свет в 1998 году, оно было снабжено предисловием и научным аппаратом. Издание на 1016 страницах было меньше по формату, чем оригинальная рукопись: формат факсимиле 24,5 × 22 см, в том числе поле с текстом 19,5 × 19 см.

## Вестминстерский Ленинградский кодекс
Вестминстерский Ленинградский Кодекс (Westminster Leningrad Codex) представляет собой оцифрованную версию Ленинградского кодекса, поддержка которого осуществляется Центром передовых библейских исследований Джеймса Алана Гроувса в Вестминстерской духовной семинарии (штат Пенсильвания, США). Вестминстерский Ленинградский кодекс представляет собой доработку текста Еврейской Библии «Michigan-Claremont-Westminster Electronic Hebrew Bible», проект которого был завершён ещё в 1987 году, в связи с чем он и получил своё новое название. С тех пор текст Вестминстерского Ленинградского кодекса, при сверке с фотофаксимиле Ленинградского кодекса, подвергался во многих местах правкам. Центр передовых библейских исследований Джеймса Алана Гроувса продолжает изучать и исправлять этот электронный текст, в основном в части постройки морфологии и синтаксиса базы данных Еврейской Библии.